# Service Star

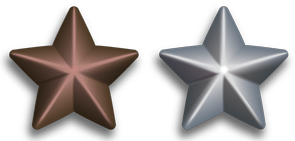
Bronzener und Silberner Service Star

Beispiel der Trageweise der Service Stars auf der Bandschnalle der Iraq Campaign Medal

Ein Service Star (auch Battle Star oder Campaign Star) ist ein fünfzackiger Miniaturstern aus Bronze oder Silber mit einem Durchmesser von 4,8 mm (3⁄16 Zoll), der von Mitgliedern der acht uniformierten Dienste der Vereinigten Staaten auf Medaillen und Bändern getragen werden darf. Der Service Star kennzeichnet eine oder mehrere zusätzliche Auszeichnungen oder Dienstzeiten. Der Service Star kann auch an Auszeichnungen für Feldzüge- oder Kampfeinsätzen getragen werden. Die Service Stars werden auf dem Band einer Medaille oder der Bandschnalle getragen. Dabei weist ein Zacken immer nach oben. Die Anzahl der Service Stars richtet sich nach der Verleihungszahl der Auszeichnung. Nach der sechsten Verleihung werden statt fünf bronzener Service Stars ein silberner getragen.
Durch die starke Ähnlichkeit werden die Service Stars oftmals mit dem Bronze Star und dem Silver Star verwechselt. Zudem ist der Service Star der silbernen bzw. goldenen Ausführung des 5⁄16-Stars sehr ähnlich. Diese erfüllen auch den gleichen Zweck, sind aber nicht für alle Teilstreitkräfte genehmigt.

## Genehmigte Auszeichnungen
Um einen Service Star zu einer Auszeichnung tragen zu dürfen, muss die Auszeichnung dafür genehmigt sein.

### Expeditionary medals
Folgende Auszeichnungen für die Teilnahme an Großoperationen im Ausland dürfen mit dem Service Star kombiniert werden:
- Armed Forces Expeditionary Medal
- Navy Expeditionary Medal
- Marine Corps Expeditionary Medal
- Global War on Terrorism Expeditionary Medal
Die mehrfache Verleihung der Medaille erfordert die Teilnahme an mehreren Großoperationen. Die fünf möglichen Einsätze sind:

Enduring Freedom (seit 20. September 2001)
Iraqi Freedom (19. März 2003 – 31. August 2010)
Operation Nomad Shadow (seit 5. November 2007)
Operation New Dawn (1. September 2010 – 31. Dezember 2011)
Operation Inherent Resolve (seit 15. Juni 2014)

### Service medals
Folgende Dienstauszeichnungen dürfen mit dem Service Star kombiniert werden:
- Prisoner of War Medal
- Humanitarian Service Medal
- Air and Space Campaign Medal
- Armed Forces Service Medal
- Army Sea Duty Ribbon
- Military Outstanding Volunteer Service Medal
- National Defense Service Medal

Für die Service Stars zur National Defense Service Medal muss die Medaille für den Einsatz in folgenden Kriegen verliehen worden sein:
Koreakrieg
Vietnamkrieg
Erster und Zweiter Irakkrieg
Krieg gegen den Terror

### Unit awards
In den USA können ganze Einheiten ausgezeichnet werden (Cititation). Die Einheiten der US Navy und des US Marine Corps führen zu diesen Auszeichnungen den Service Star analog zu Einzelpersonen. Folgende Auszeichnungen dürfen mit dem Service Star kombiniert werden:
- Presidential Unit Citation
- Navy Unit Commendation

### Campaign Star
Als Campaign Star wird der Service Star für einige besondere Einsatzmedaillen bezeichnet. Der einzige Unterschied besteht darin, dass der erste Campaign Star schon auf der ersten Auszeichnung getragen wird. Folgende Auszeichnungen für die Teilnahme an Großoperationen dürfen mit dem Campaign Star kombiniert werden:
- World War I Victory Medal
- American Defense Service Medal
- American Campaign Medal
- Asiatic-Pacific Campaign Medal
- European-African-Middle Eastern Campaign Medal
- Korean Service Medal
- Vietnam Service Medal
- Southwest Asia Service Medal*
- Kosovo Campaign Medal
- Afghanistan Campaign Medal
- Iraq Campaign Medal
- Inherent Resolve Campaign Medal

### Battle stars
Anders als bei den Auszeichnungen für Einheiten (Unit awards) wird der Service Star für Kriegsschiffe als Battle Star verliehen. Dieser richtet sich nicht nach anderen Auszeichnungen, sondern wird für die Teilnahme an Kampfeinsätzen verliehen. Der Flugzeugträger Enterprise ist mit 20 Battle Stars das höchstdekorierte Schiff der US Navy.